# おおぐま座オメガ星
おおぐま座ω星（おおぐまざオメガせい、ω Ursae Majoris、ω UMa）は、おおぐま座にある連星である。見かけの等級は4.7と、肉眼でみることができる明るさである。年周視差に基づいて太陽からの距離を計算すると、およそ245光年である。A型金属線星にも位置づけられ、特にケイ素が過剰とされる。

## 星系
おおぐま座ω星は、20世紀の初めにフォーゲルによって分光連星ではないかと指摘され、ドミニオン天文台のパーカー（Thomas Harold Parker）が軌道要素を求めたことでそれが確かめられた。20世紀半ばに、ドミニオン天文台で精密に求められた軌道要素では、公転周期が15.8307日、離心率が0.305である。長期的な観測結果をみると、おおぐま座ω星の軌道は近星点経度が不規則に時間変化することが示されている。このような変化が生じる原因として、連星間の質量移動や、星周円盤の歳差運動などが考えられるが、はっきりしたことはわかっていない。

## 特徴
おおぐま座ω星のみえている成分は、A型主系列星であることを示し、スペクトル型はA1 Vsと分類される。ただし、おおぐま座ω星のスペクトルには特異なところがあり、例えばケイ素が過剰で、1階電離ケイ素の吸収線は、早期A型主系列星の代表的な存在であるヴェガと比較して平均1.88倍強いことがわかっている。そのため、スペクトル型がA1 Siと表記されることもある。ケイ素以外の金属元素も、元素ごとのばらつきは大きいものの、全体的に重い金属元素が過剰になっており、化学特異星、中でもA型金属線星に位置づけられることがある。

## 名称
中国ではおおぐま座ω星は、天の牢獄を表す天牢（拼音: Tiān Láo）という星官を、おおぐま座57番星、おおぐま座47番星、おおぐま座58番星、おおぐま座49番星、おおぐま座56番星と共に形成する。おおぐま座ω星自身は、天牢一（拼音: Tiān Láo yī）すなわち天牢の1番星といわれる。